# Краматорский ландшафтный парк
Краматорский региональный ландшафтный парк (укр. Краматорський регіональний ландшафтний парк) — объект природно-заповедного фонда Украины.
Был создан 18 мая 2004 года решением Донецкого областного совета для сохранения уникальных природных объектов.
По состоянию на 1 января 2017 года общая площадь парка составляет 2247,82 гектара.
Состоит из пяти участков: «Беленькое», «Пчёлкинские окаменелые деревья», «Камышеваха», «Белокузьминовский», «Шабельковский». В состав парка включён геологический памятник природы местного значения «Скалообразное обнажение верхнего мела».

## Беленькое

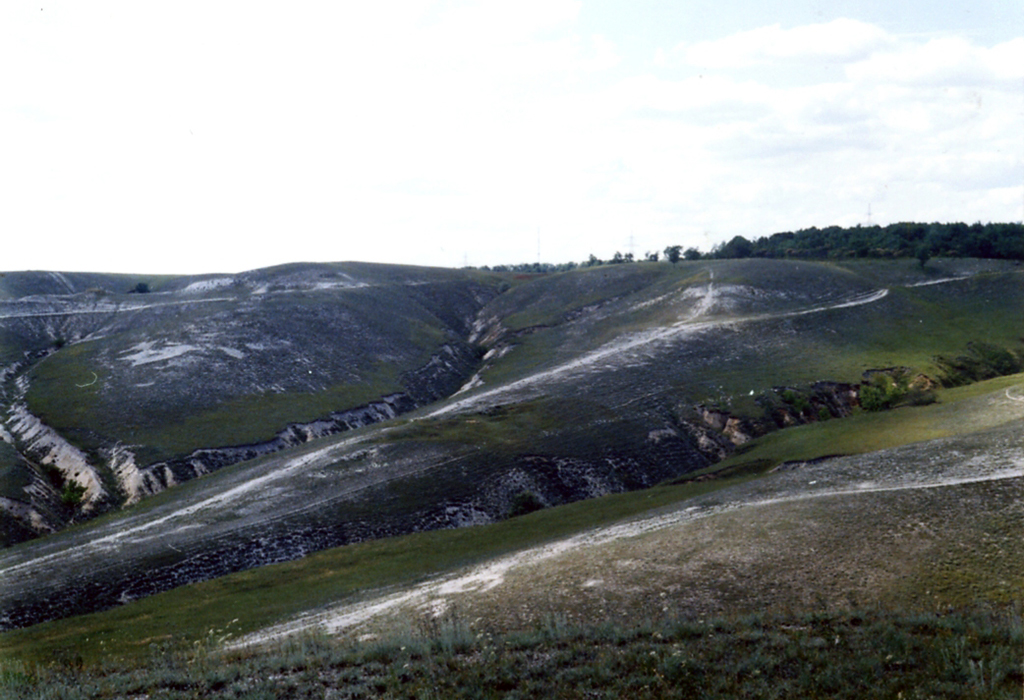
Овраги в филиале «Беленькое» Краматорского ландшафтного парка

Территория участка «Беленькое» представляет собой целинную степь. Также на этом участке есть многочисленные выходы на поверхность меловых пород. Растительность — степная. На участке зафиксировано свыше 200 видов насекомых. 17 видов насекомых, а также некоторые виды растений занесены в Красную книгу Украины.

## Пчёлкинские окаменевшие деревья
Площадь участка «Пчёлкинские окаменевшие деревья» составляет 15,41 гектара. На нём находятся окаменевшие араукарии. Территория участка представляет собой сосновый массив.

## Камышеваха
Площадь участка «Камышеваха» составляет 977,7 гектар. Здесь есть озеро, в котором живут полудикие лебеди-шипуны. Лебеди появились на озере в 1973 году. Некоторые виды растений, произрастающих на этом участке, находятся под охраной: адонис волжский, рябчик русский, шафран сетчатый.

## Белокузьминовский участок

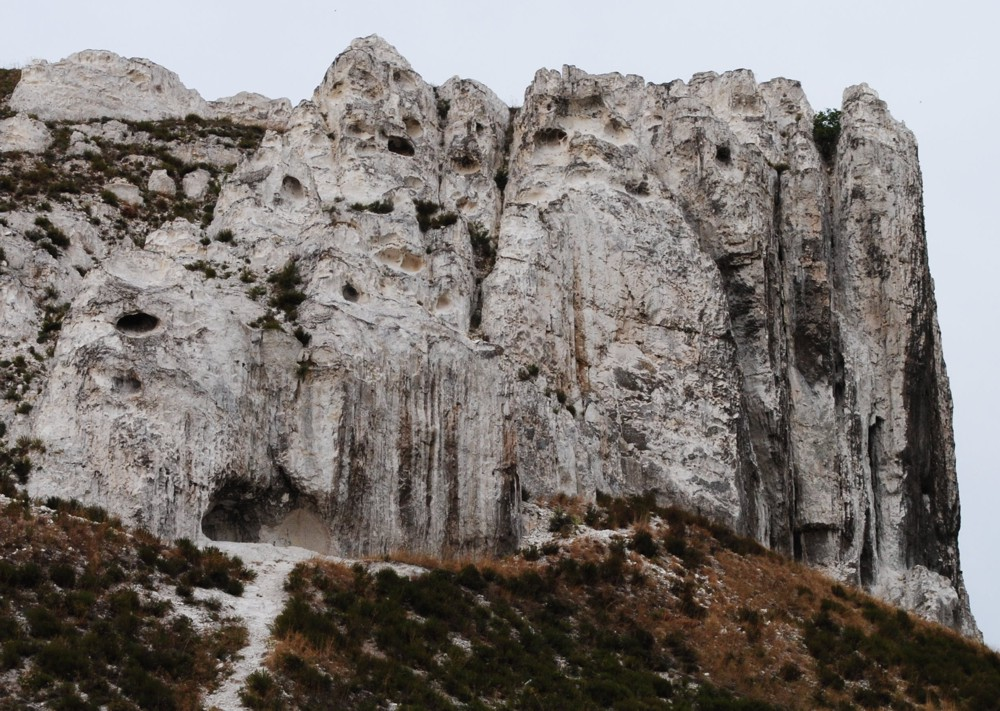
Скалообразное обнажение верхнего мела

Площадь Белокузьминовского участка составляет 268,8 гектар. На этом участке находится геологический памятник природы «Скалообразное обнажение верхнего мела». Территория участка представляет собой целинную лесостепь, на которой встречаются балки и байрачные леса. 28 видов растений, произрастающих на участке, находятся под охраной. Всего на этом участке насчитывается 120 видов травяных растений. Некоторые виды насекомых, проживающих здесь, находятся под угрозой исчезновения: махаон, сколия-гигант, сколия степная.

## Шабельковский участок
Территория участка представлена лиственными байрачными лесами в окрестностях пос. Шабельковка и Ясногорка.